# Orgullo de estirpe
The Horsemen (conocida en Hispanoamérica como Orgullo de estirpe y en España como Orgullo de estirpe) es una película estadounidense de drama de 1971, dirigida por John Frankenheimer y basada en la novela homónima de Joseph Kessel.
La trama se desarrolla en el reino feudal sunita de Afganistán antes de las revoluciones republicanas impulsadas por los soviéticos, y se centra en el antiguo deporte del buzkashi, una brutal forma de polo en la que jinetes a caballo luchan por un "balón" compuesto por un ternero muerto. El protagonista, Uraz (interpretado por Omar Sharif), es el orgulloso hijo de Tursen (interpretado por Jack Palance), un ex campeón del buzkashi. La historia sigue el intento de Uraz por alcanzar la gloria y probarse a sí mismo al competir en un torneo real cerca de Kabul, montando al excepcional semental blanco Jahil.
Durante el viaje a Kabul, Uraz enfrenta desafíos tanto físicos como emocionales, incluyendo una grave fractura en la pierna durante la competencia y su decisión de regresar a casa sin tratamiento médico, lo que lo lleva a un doloroso enfrentamiento con su destino. La película explora temas como el honor, la familia y las duras condiciones de vida en un entorno hostil.
La película, filmada principalmente en locaciones de Afganistán y Irán, es conocida por sus impresionantes paisajes y la representación auténtica de las costumbres locales. El guion fue elogiado por capturar la esencia del libro original, mientras que las actuaciones de Omar Sharif y Jack Palance fueron destacadas por su intensidad emocional.
The Horsemen se estrenó en 1971 y recibió críticas mixtas en su lanzamiento, aunque con el tiempo ha sido valorada como una obra que combina el drama humano con una vívida representación cultural.

## Argumento
En las pobres y desoladas provincias del norte del reino feudal sunita de Afganistán, antes de las revoluciones republicanas promovidas por los soviéticos, el estatus de los orgullosos hombres y sus clanes no se determina tanto por la riqueza o incluso el poder militar (ambos raros) como por las victorias en el antiguo y feroz juego del buskashi. Este brutal deporte, que se remonta a los tiempos de Gengis Kan, es una forma despiadada de polo en la que los chapendaz (jinetes participantes) usan sus látigos no solo para controlar a sus monturas, sino también contra sus rivales, en una lucha implacable por un "balón" pesado: un ternero muerto. Este debe ser transportado a larga distancia, algo casi imposible debido a los constantes ataques despiadados de los demás competidores.
Tursen, un antiguo campeón, ahora goza del estatus de notable del pueblo gracias a su posición como cuidador de establos del señor regional Osman Bey. Finalmente, ha criado un caballo sin igual: el semental blanco Jahil, justo a tiempo para el torneo real en la llanura de Bagrami, a las afueras de la capital, Kabul. Como Tursen es demasiado viejo y tiene una pierna torcida, su hijo Uraz, aún más orgulloso y con una necesidad mórbida de probarse a sí mismo contra todo pronóstico, representa a su establo. Tras derrotar a todos los adversarios locales, llega el momento de probar suerte en Kabul, con un poderoso incentivo: si vence, podrá quedarse con el caballo triunfador que la familia valora más que la vida misma.
Sin embargo, el camino hacia Kabul es terriblemente largo y peligroso, atravesando las despiadadas montañas del Hindu Kush. A pesar de una valiente lucha, Uraz pierde el premio y su pierna queda gravemente fracturada. Obstinadamente, decide regresar a casa sin recibir tratamiento en un hospital, lo que provoca que la gangrena se instale en su herida. Su siervo, el humilde mozo de cuadra Mokkhi, sólo accede a unirse a este viaje casi suicida porque le prometen a Jahil como recompensa. Pero el valioso caballo también es deseado por el nómada "impuro" Zareh, cuya seducción femenina pone a los hombres en conflicto, una combinación letal en sí misma...

## Reparto
- Omar Sharif - Uraz
- Leigh Taylor-Young - Zareh
- Jack Palance - Tursen
- Peter Jeffrey - Hayatal
- Srinanda De - Mukhi
- George Murcell - Mizrar
- Eric Pohlmann - Merchant in Kandahar
- Vernon Dobtcheff - Zam Hajji
- Saeed Jaffrey - District Chief
- John Ruddock - Scribe
- Mark Colleano - Rahim
- Salmaan Peerzada - Salih
- Aziz Resham - Bacha to Ghulam
- Leon Lissek - Chikana Proprietor
- Vida St. Romaine - Gypsy Woman

```
Resto del casting listado alfabético
```

- Florencio Amarilla - Arabian Man (uncredited)
- Ishaq Bux - Amjad Kahn (uncredited)
- Carlos Casaravilla - Messenger (uncredited)
- José Luis Chinchilla -Head Syce (uncredited)
- David de Keyser - Mukhi (uncredited)
- P. De Quevedo - King (uncredited)
- Despo Diamantidou - Uljan (uncredited)
- Ricardo Palacios - Ghulam (uncredited)
- Milton Reid - Aqqul (uncredited)
- Mohammad Shamsi - Osman Bey (uncredited)
- Sy Temple - Quadir (uncredited)
- Jesús Tordesillas - Little Governor (uncredited)
- Juan Manuel Torres Gómez - uncredited
- Tom Tryon - (uncredited)
- Barbara Wain - Nurse (uncredited)
- Alan Webb - Gardi Gay (uncredited)